# Sjeničak Lasinjski
Sjeničak Lasinjski est une localité de Croatie située dans la municipalité de Lasinja, comitat de Karlovac. Au recensement de 2011, elle comptait 161 habitants.